# Pibindning

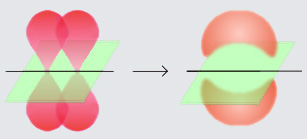
Två p-orbitaler bildar en bindande pi-orbital. Nodalplanet i grönt.

En pi-bindning eller π-bindning är en kovalent kemisk bindning som oftast ingår i dubbel- och trippelbindningar. Dubbel- och trippelbindningar består av en sigma-bindning och en eller två pi-bindningar. Pi-molekylorbitaler kännetecknas av att bindningsaxeln mellan de båda atomkärnorna ingår i ett nodalplan (ett plan där vågfunktionen som beskriver orbitalen är 0).
Pi-bindningar har fått sitt namn från att pi-orbitaler har samma symmetri som p-orbitaler, sett längs bindningsaxeln. Ofta deltar p-atomorbitaler i pi-bindningar, men p-orbitaler kan också ingå i sigma-bindningar. Även d-orbitaler kan ingå i pi-bindningar. Pi-orbitaler bildas genom att p- och d-orbitaler överlappar varandra parallellt. Det parallella överlappet gör att dubbel- och trippelbindningar inte kan rotera utan att pi-bindningen bryts, för att orbitalerna inte längre är parallella.
Pi-bindningar är oftast svagare än sigma-bindningar eftersom deras (negativt laddade) elektrontäthet befinner sig längre från atomkärnorna, vilket kräver mer energi. Ur kvantmekanikens perspektiv beror det på att överlappet mellan de deltagande atomorbitalerna är mindre.
När en sigma- och en pi-bindning tillsammans bildar en dubbelbindning är den starkare än varje bindning för sig. Den utökade bindningsstyrkan i en dubbel- eller trippelbindning märks på många sätt, men främst genom att bindningsavståndet minskar. Bindningen mellan två kolatomer är 154 pm i etan (enkelbindning), 133 pm i eten (dubbelbindning) och 120 pm i etyn (trippelbindning).